# Adèle Mbala
Adèle Mbala est une journaliste camerounaise née le 12 juin 1965. C'est au sein de la télévision à capital public, la CRTV (Cameroon Radio and Television), qu'elle fait toute sa carrière professionnelle et obtient une renommée grace au programme d'informations le plus attendu des antennes, le 20H30. Elle est au cœur de deux drames qui la marquent profondément, ceux de la perte à l'écart de moins d'un an de son fils puis de sa fille,.

## Biographie

### Origines
De son nom complet Adèle Mbala Atangana, la journaliste est originaire du département de la haute-Sanaga, dans la région du Centre-Cameroun.

### Études
Après ses études à l'ESSTIC (Ecole Supérieure des Sciences et Techniques de l'Information et de la Communication) où elle en sort diplômée, Adèle Mbala décolle pour la France en octobre 1984 pour parfaire ses études. La première escale académique est à l'Ecole des Hautes Études Internationales de Paris où elle obtient un diplôme en Relations Internationales, avant d'être admise deux ans plus tard à l'Ecole de Journalisme de Lille. Elle parachève sa formation avec des stages à la FR3 Nord Pas-de-Calais et peu après à la CTV (actuel CRTV) où elle est recrutée à son retour.

### Parcours professionnel
Adèle Mbala intègre la CRTV en 1990, alors sous la direction générale du Professeur Gervais Mendo Ze. Au sein de l'instance audiovisuelle publique, elle est tour à tour chef service, chef de département, directeur de l'IFCPA (Institut de Formation et de Conservation du Patrimoine audiovisuel), chef station CRTV-Centre, directeur de l'information TV, chef division de la communication et directeur central chargée du suivi éditorial à la CRTV.

#### À la présentation
Adèle Mbala côtoie la présentation de plusieurs programmes à la télévision, notamment le talk-show dominical Tam-Tam Weekend, le programme dominical Actualités Hebdo, le journal de minuit et, de lundi à jeudi, le 20H30. A la radio, on la retrouve au programme Dimanche Midi et chroniqueuse dans les éditions d'informations.

## Autres activités et vie privée

### Évangéliste
En dehors des plateaux de télévision, Adèle Mbala est investie dans l'activité chrétienne en tant qu'évangéliste.

### Vie privée
Adèle Mbala est mère de quatre enfants (dont deux sont décédés). À cause de ses convictions religieuses, elle est contrainte par le père de ses enfants au divorce.

### Drame
En 2023, Adèle Mbala est frappée par le décès de son fils âgé de 28 ans dans des conditions tragiques à Yaoundé. Moins d'un an plus tard, c'est sa fille âgée de 30 ans qui passe également de vie à trépas.

## Distinctions
Adèle Mbala est Chevalier de l'ordre de la valeur.

## Sources et références
1. 1 2  « Hon Dr Fostine Fotso : "Nous sommes deux têtes fortes, nées en matinée, le même jour, le même mois et la même année : Le 12 Juin 1965" », sur Liberté Presse, 15 juin 2023 (consulté le 13 mars 2025)
2. 1 2 3  « Triste sort : Adèle Mballa de la Crtv perd à nouveau un enfant », sur Lebledparle, 12 octobre 2024 (consulté le 13 mars 2025)
3. 1 2 3  « Adèle Mbala : trajectoire d’une journaliste culte au Cameroun - Médiatude », 12 septembre 2023 (consulté le 13 mars 2025)
4. 1 2 3 4  (en) Salomon Albert NTAP, « Adèle Mbala: L'évangéliste qui trône au 20h 30 de la semaine sur la télévision nationale - CHRÉTIENS DU CAMEROUN », sur Journal Chrétien, 20 juin 2023 (consulté le 13 mars 2025)
5. ↑  « Fraudes au Baccalauréat : Adèle Mballa réclame des sanctions exemplaires pour les coupables », sur Lebledparle, 29 juillet 2020 (consulté le 13 mars 2025)